# Curt & Roland i Nashville
Curt & Roland i Nashville är en LP som är inspelad i RCA studio (Radio Corporation of America) i Nashville tillsammans med några av världens mest framstående musiker inom countrymusiken. Samma studio och musiker har använts av bland andra Elvis och Dolly Parton. Utgiven 1973. Sången Jag har hört om en stad på denna skiva var under många år den mest önskade kristna sången i radion.

## Låtlista
Sida A
1. Högt på ett berg
2. Var stund jag dig behöver
3. The coming of the Lord
4. Ursäkta mig
5. Vårt liv

Sida B
1. Det bästa som mig hänt
2. Barn av en modern tid
3. The flowers kissed the shoes
4. Jag har hört om en stad
5. Kung Jesus

## Medverkande
- Sång - Curt & Roland
- Banjo, Gitarr - Bobby Thompson
- Bas - Jack Williams
- Trummor - Kenny Malone
- Steelguitar - Weldon Myrick
- Munspel - Charlie McCoy
- Piano - Ron Oates
- Arrangerad av - Rick Powell
- Producerad av - Curt & Roland , Samuelsons